# Le Sentier des nids d'araignée
Le Sentier des nids d'araignée (en italien, Il Sentiero dei nidi di ragno), le premier roman d'Italo Calvino, publié en (1947), se déroule en 1945 dans une région indéterminée de la Riviera ligurienne, alors que les Partisans italiens luttent contre l'armée allemande et les Fascistes.

## Résumé
Un enfant d'une dizaine d'années, Pino (Pin en italien), pris dans la tourmente de la guerre, vit une série d'aventures extraordinaires qui le mènent dans le maquis de la Résistance italienne où il rencontre plusieurs personnages étonnants. Il sera confronté tout au long du texte à la violence humaine dans sa recherche d'un ami véritable sur qui il pourrait compter et à qui il pourrait confier son fabuleux secret : où les araignées pondent leurs œufs. 
Il finira par trouver cet ami en la personne du Cousin.

## Personnages

### Pino
Pino est le protagoniste de l'histoire. C'est un jeune garçon d'une dizaine d'années, frère de la prostituée du village. Depuis qu'il est tout petit, il côtoie le monde des adultes et aime beaucoup « mettre en boîte » les hommes qu'il rencontre à l'auberge. Malgré son jeune âge, c'est un enfant très éveillé qui comprend beaucoup de choses. Il cherche des repères dans ce monde d'adultes dont il se méfie, car il le considère comme hostile. Pino est un enfant sans en être un ; il ne fréquente pas les enfants de son âge qui le rejettent et il n'est pas tellement pris au sérieux par les adultes. 
Tout au long du récit, il sera à la recherche d'un ami à qui il pourra confier son incroyable secret : l'endroit où les araignées pondent leurs œufs. De plus, c'est à cet endroit qu'il a caché le revolver qu'il a volé à un client allemand de sa sœur. 
Un jour, il fait par hasard la connaissance d'un grand homme, le Cousin, avec qui il semble immédiatement bien s'entendre. Le Cousin l'emmène dans un camp de résistants où Pino vivra de nombreuses aventures en étant en permanence confronté à la nature humaine. 
À la fin du roman, lorsque Pino semble avoir perdu tout espoir dans sa recherche d'un ami sincère et qu'il s'enfuit seul dans la forêt, il rencontre à nouveau le Cousin. Le roman s'achève sur l'idée que Pino a enfin trouvé son ami fidèle en la personne du Cousin. 

### Le cousin
Le Cousin est décrit comme un grand homme d'une stature imposante. L'homme se révèle être un homme bon et chaleureux qui n'hésite pas à aider Pino au début du texte et à la fin. Ce géant au cœur tendre déteste les femmes et le répète inlassablement, car il semble que sa femme l'ait trompé alors qu'il combattait dans la résistance. 
Le Cousin sera le guide de Pino ; c'est lui qui emmènera l'enfant au camp de résistants et c'est finalement lui qui redonnera espoir à Pino en l'humanité. 

### Kim
Kim est un commissaire politique. Un seul chapitre lui est consacré dans le livre, le chapitre IX. L'homme est décrit comme un jeune étudiant en médecine, passionné de psychanalyse, persuadé que tout comportement humain peut s'expliquer logiquement. Cependant, ce résistant est touchant car il est plein d'incertitude et pense que le but de tout être humain est « de ne plus avoir peur » (Chapitre IX)
Il est rongé par les questions et n'aspire qu'à un seul but : être serein comme tous les partisans qu'il côtoie et qui savent pourquoi ils se battent. 
Le personnage de Kim est une parenthèse idéologique du jeune auteur encore très politisé à l'époque qui fit scandale à sa sortie. Avec le personnage de Kim, c'est la première et la dernière fois qu'Italo Calvino fait usage de la première personne du singulier.

## Éditions
- Le Sentier des nids d'araignée  (trad. Roland Stragliati, revue par Mario Fusco), Gallimard, coll. « Folio », 2013 (ISBN 978-2-07-044936-1)
- Le sentier des nids d'araignée  (trad. Roland Stragliati), Union générale d'éditions, 1981 (réimpr. 1987) (1re éd. 1978) (ISBN 2-264-00394-4, lire en ligne)